# Astrid Klug

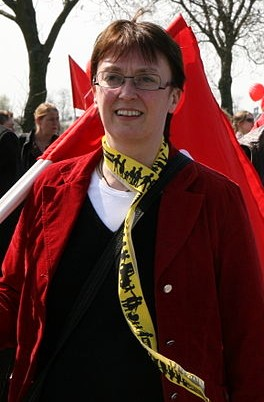
Astrid Klug numa manifestação em Elmshorn (2010)

Astrid Klug (nascida a 4 de Fevereiro de 1968, em Homburg, Sarre ) é uma política do Partido Social-Democrata alemão (SPD). Foi directora executiva do SPD de 2009 a 2012, e foi membro do Bundestag de 2002 a 2009 e em 2013.